# Heinkel (merk)
Heinkel is een historisch merk van vliegtuigen, bromfietsen, scooters en dwergauto's.

## Vliegtuigen

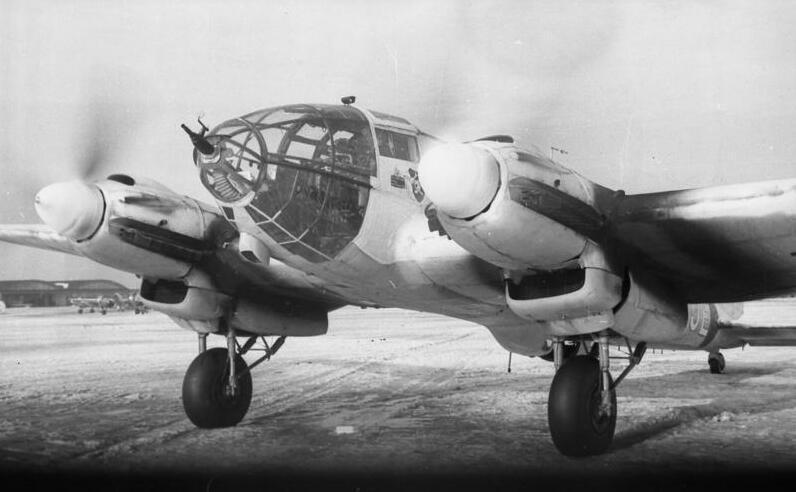
Heinkel He 111

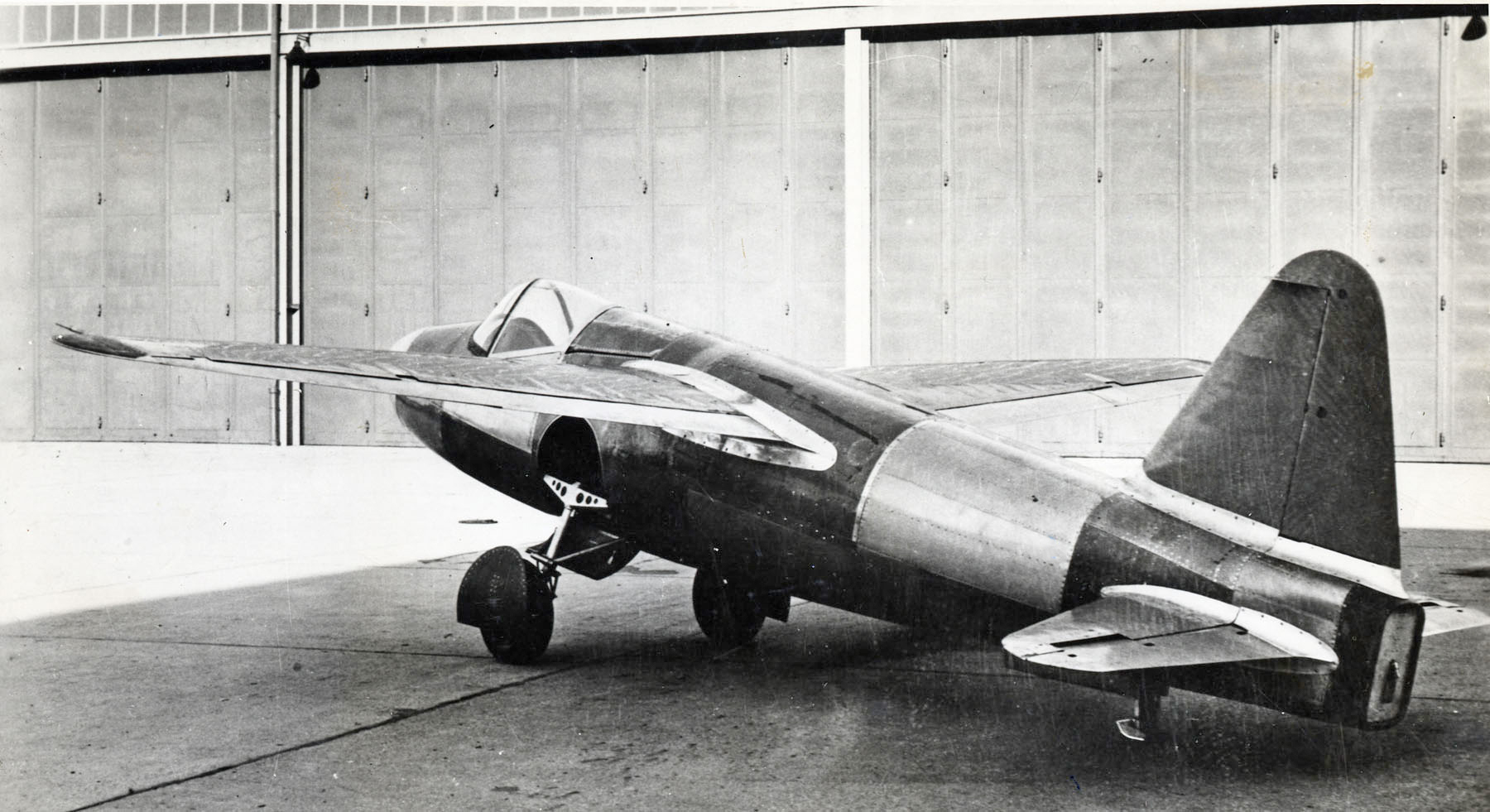
Heinkel He 178

In 1922 richtte Ernst Heinkel de Heinkel-Flugzeugwerke in Warnemunde op. In 1931 werd het bedrijf naar Rostock verplaatst. De Heinkel-vliegtuigfabrieken zouden op luchtvaartgebied niet minder dan 1352 patenten verzamelen. Oorspronkelijk werden er watervliegtuigen en burgervliegtuigen gebouwd, maar later ook jachtvliegtuigen en bommenwerpers. Tweedekkers van Heinkel, vooral geproduceerd in de jaren-1920, hadden als type-aanduiding HD gevolgd door een getal van twee cijfers. Door het Verdrag van Versailles in 1922 mocht Duitsland in slechts beperkte mate vliegtuigen bouwen. Om die reden ging Heinkel op zoek naar buitenlandse sponsors en partners. Voor die buitenlandse partijen ontwierp Heinkel vliegtuigen, die dan weer onder licentie in het buitenland moesten gebouwd worden. Een van die partners was de Japanse Keizerlijke Marine, waarvoor Heinkel watervliegtuigen liet bouwen in Zweden. In Duitsland werden die vliegtuigen alleen gebruikt in de burgerscheepvaart om een postverbinding te verzorgen met zeeschepen.
Toen Adolf Hitler aan de macht kwam, vormden de ontwerpen van Heinkel een essentieel onderdeel van de groeiende kracht van de Luftwaffe in de aanloop naar de Tweede Wereldoorlog. Daarbij gebruikte het leger zowel de Heinkel He 59, de Heinkel He 115 als de Heinkel He 111. In 1938 werd het allereerste vliegtuig (Heinkel He 176) met een raketmotor getest. Een jaar later bouwde Heinkel zijn eerste straalvliegtuig (Heinkel He 178). Ernst Heinkel stond echter bekend als tegenstander van Hitler en in 1942 werden zijn fabrieken door het naziregime overgenomen. Aan het einde van de oorlog werd Heinkel door de geallieerden in hechtenis genomen, maar toen zijn vijandschap met Hitler duidelijk bleek, werd hij opnieuw vrijgelaten. De zwaar gebombardeerde vliegtuigfabriek van Heinkel in Rostock werd echter door de Russische bezettingstroepen ontmanteld, waarbij al het bruikbaar materiaal naar de Sovjet-Unie werd overgebracht. Van de fabriek staat alleen nog een bakstenen muur overeind; deze is sinds 1993 een beschermd monument. Heinkel kreeg toestemming om opnieuw als industrieel aan de slag te gaan.
In 1950 begon hij in Stuttgart met de productie van motoren en bromfietsen. In 1958 nam hij in Speyer zijn oude liefde weer op en begon hij onder de bedrijfsnaam Ernst Heinkel-Fahrzeugbau opnieuw met het ontwerpen van vliegtuigen. Het bedrijf werd in 1964 overgenomen door de Vereinigte Flugtechnische Werke (VFW), dat nadien van naam zou veranderen in Pfalz-Flugzeugwerke.

## Bromfietsen en scooters
In het voorjaar van 1950 had Ernst Heinkel een eerste prototype van een scooter gereed. Hiervoor gebruikte hij een aangepaste 98cc-NSU Fox viertaktmotor. Om tot een goed vergelijk en de beste keuzes te komen werden nog tien prototypes met verschillende motoren gebouwd: zes 100cc- en vier 125cc-viertakten. Vier van de 100cc-modellen werden uitgerust met een automatische versnellingsbak van Kreis in Würzburg. Net als Innocenti, producent van de Lambretta-scooters, dat met dezelfde automaat had geëxperimenteerd, verwierp Heinkel het concept als "nog niet voldragen". De Heinkel-motorblokken hadden volgens Heinkel te veel onderdelen en ze waren te zwaar. De productiekosten zouden hierdoor te hoog worden. Daarom liet hij een nieuw blok ontwikkelen. In de zomer van 1951 was het blok klaar voor de eerste testen. Dit moet het type 100 A-0 zijn geweest, dat nooit in productie is gegaan. Het 125-cc blokje bleek te zwak voor de scooter en er werd besloten een voorserie van tien scooters met een 150cc-versie te bouwen. Dit werd de Tourist 101 A-0 serie.

### Heinkel Tourist 101 A-0 (1953-1954)
In 1953 ging de scooter in productie. De motor leverde ca. 7 pk. In 1954 volgden een paar kleine aanpassingen, zoals de bevestiging van de koplamp (geschroefd in plaats van gelast) en de vervanging van de Bing-carburateur door een Pallas-exemplaar.

### Heinkel Perle bromfiets (1953-1958)
Heinkel had in 1951 ook geëxperimenteerd met een hulpmotor voor fietsen. Deze kwam echter niet in productie. De doorontwikkeling leidde tot de productie van de "Perle"-bromfiets. De Heinkel Perle-bromfiets was een behoorlijke sensatie op de IFMA-tentoonstelling van 1953. De ketting lag in een oliebadkast en de bromfiets had een plaatframe van geperst aluminium. Omdat Heinkel de bromfiets nog verder wilde perfectioneren kwam hij in 1955 pas op de markt. Er werd later op basis van de bromfiets nog een Perle-scooter ontwikkeld, die nooit op de markt kwam.

### Heinkel Tourist 102 A-1 (1954-1955)
De 102 A-1 kwam in de zomer van 1954 op de markt. Deze had een 175cc-motor en de 6 volt-installatie was vervangen door 12 volt. Daardoor werd ook de kickstarter vervangen door een Siba-startmotor. De stalen treeplanken werden vervangen door aluminium exemplaren. De bezitters van het oude 101 A-0-model kregen de mogelijkheid hun scooter te laten ombouwen naar 175cc.

### Heinkel Tourist 103 A-0 (1955-1957)
Het type 103 A-0 kreeg een vierversnellingsbak, een standaardisatie die nodig was om het motorblok ook in de "Heinkel Kabine" te kunnen gebruiken. Dit was een dwergauto, in feite een "kloon" van de ISO Isetta, die ook door BMW werd gemaakt. Heinkel dacht ook na over een 200cc-blok, een idee dat echter werd verworpen, hoewel de Kabinenroller dit blok later wel kreeg. De 103 A-0 kreeg ook grotere wielen (van 8" naar 10") en dus ook een groter voorspatbord. De machine kreeg bovendien een telescoopvork.

### Heinkel Tourist 103 A-1 (1957-1960)
Bij de 103 A-1 werd het buisstuur vervangen door een geprofileerd stuur met een geïntegreerde snelheidsmeter, en het motorblok werd opgehangen in silent blocks. De deelbare velgen waren vervangen en de Siba-dynamo was vervangen door een exemplaar van Bosch.

### Heinkel 112 type 106 A-1 (1957)
In 1957 presenteerde Heinkel een duidelijk lichtere, vlotter gelijnde 125cc-scooter, de Heinkel 112. Deze had grotere (12") wielen, een startmotor en tubeless-banden. Het grote, vaste spatbord was vervangen door een smaller, meedraaiend exemplaar. Omdat de serieproductie te duur werd, bleef het bij vijf prototypes, die echter wel op internationale motortentoonstellingen (IFMA in Keulen en RAI in Amsterdam) getoond werden.

### Heinkel Tourist 103 A-2 (1960-1965)
Dit zou het laatste model "Heinkel Tourist" worden. De scooter had een iets gewijzigd model en was ook 4 cm korter dan zijn voorganger(s). De scooter was hoekiger en had, vooral aan de achterkant, meer het "vleugel" idee dat indertijd bij Amerikaanse auto's populair was. Er waren ook richtingaanwijzers aan boord en een vernieuwde buddyseat. De telescoopvork werd in 1963 weer vervangen: er kwam een getrokken schommelvork voor in de plaats. Deze was goed bevallen in de (in hetzelfde jaar geprestenteerde) Heinkel 150. Mogelijk vanwege kostenbesparing kwamen de deelbare velgen weer terug. In 1965 stopte Heinkel met de productie van scooters.

### Heinkel 150 type 14.00 107 A-0
In 1960 bracht Heinkel zijn eerste tweetakt-scooter op de markt. Naar Italiaans voorbeeld, met een getrokken schommelvork. De motor leverde wel wat meer vermogen dan de Italianen van Vespa en Lambretta. Deze scooter kreeg al snel de naam "Damesscooter" vanwege de hogere zit en zijn modieuze uitstraling.

### Heinkel 125 type 14.00 107 B-0 (1960-1965)
In verband met rijbewijsbepalingen in andere landen werd ook een 125cc-versie van het type 14.00 gebouwd.

## Auto's
Na de Tweede Wereldoorlog mocht Duitsland geen vliegtuigen meer bouwen en moest Heinkel werk zoeken voor zijn werknemers. Hij besloot dwergauto's te gaan bouwen. Vanaf maart 1956 produceerde de Heinkel fabriek de Heinkel Kabine. Deze dwergauto leek op de Isetta van het Italiaanse Iso. Heinkels ontwerp was zo succesvol dat licenties onder andere aan Ierland en Groot-Brittannië werden verkocht.
De voertuigen kregen een motor met één cilinder die Heinkel ook gebruikte voor de scooters. Door hun lichte gewicht van 245 kilogram kon desondanks een maximale snelheid van 85 km/h worden bereikt. De versnellingsbak telde vier versnellingen vooruit en een achteruit. De hydraulische remmen werkten alleen op de voorwielen, maar de handrem op alle. In tegenstelling tot de vergelijkbare Isetta van BMW was de stuurkolom vast hetgeen het in- en uitstappen bemoeilijkte. Op de achterbank was een beperkte ruimte die alleen bereikt kon worden door over de voorstoelen te klimmen.
De eerste uitvoering had slechts één achterwiel. In de periode 1956-1958 werden vier modellen uitgebracht; twee modellen met één achterwiel en twee modellen met twee dicht bij elkaar staande achterwielen. De tussenruimte tussen deze wielen kwam overeen met één enkel wiel. Deze opstelling hield verband met de toelating door de overheid. Omdat de wielen zo dicht bij elkaar stonden werd het voertuig gezien als een driewieler en niet als een normale auto. Alle vier de types hadden ook motoren met verschillende cilinderinhoud, maar nooit meer dan 204 cc.
In 1958 liep de vraag naar dwergauto's terug en het geld ontbrak om andere en grotere modellen te ontwikkelen. De productie werd gestaakt en de productielijn verkocht aan het Britse Trojan. Trojan staakte de productie in 1966 van de voertuigen die het als Trojan 200 op de markt bracht.

## Heinkelclub
In het Noord-Hollandse De Kwakel zit een Heinkelclub, die door heel Nederland actief is met het organiseren van toertochten.
- Gemeinsame Normdatei: 136951-9
- Library of Congress Control Number: no95034166
- Nationale Bibliotheek van Tsjechië: ko20201095081
- Nationale Bibliotheek van Israël: 987007444161505171
- Virtual International Authority File: 137503624